# 力量梯度损失
力量梯度损失（英語：Loss of Strength Gradient，LSG）是肯尼思·博尔丁在其1962年出版的《冲突与防御：一般理论》（Conflict and Defense: A General Theory）一书中提出的军事概念。他认为，一个国家可以在世界上一个地方发挥的军事力量取决于地理距离。力量梯度损失形象地表明，攻击目标离得越远，可用的军力就越小。它还显示了如何通过前锋位置来减轻这种力量损失。

## 重要性降低
博尔丁还认为，由于交通便利以及战略空中和导弹力量的崛起，力量梯度损失在现代战争中的重要性降低了。他声称20世纪的“军事革命”使得“各种有组织的暴力，特别是有组织的武装部队的运输成本大幅降低”，以及“致命炮弹射程的巨大增加”。
但另一方面，另一位学者认为，力量梯度损失仍是重要的，就算这一概念的重要性有所降低，也只是暂时的，因为运输变得容易并非永久的变化，空中力量也不会永久取代前线部署地面部队的需要。